# Blanka Paulů
Blanka Paulů, née le 31 mars 1954 à Vrchlabí, est une fondeuse tchécoslovaque.

## Biographie
Aux Jeux olympiques d'hiver de 1984, elle remporte la médaille d'argent au relais, dix ans après ses deux médailles obtenues aux Championnats du monde : l'argent au cinq kilomètres et le bronze au relais. Dans les années 1980, elle participe à la Coupe du monde nouvellement créée, remportant deux courses au total en 1982 et 1983.

## Palmarès

### Jeux olympiques
- Jeux olympiques d'hiver de 1984 à Sarajevo :
  -  Médaille d'argent au relais 4 × 5 km.

### Championnats du monde
- Mondiaux 1974 à Falun :
  -  Médaille d'argent sur le 5 km.
  -  Médaille de bronze au relais 4 × 5 km.

### Coupe du monde
- Meilleur classement général : 4e en 1983.
- 7 podiums individuels : 2 victoires, 1 deuxième place et 4 troisièmes places.

#### Victoires
| #  | Date            | Lieu          | Discipline |
| -- | --------------- | ------------- | ---------- |
| 1. | 28 mars 1982    | Štrbské Pleso | 10 km      |
| 2. | 10 février 1983 | Sarajevo      | 5 km       |